# Stazione di Samukawa
La stazione di Samukawa (寒川駅?, Samukawa-eki) è una stazione ferroviaria situata nella cittadina di Samukawa, appartenente al distretto di Kōza della prefettura di Kanagawa, e serve la linea Sagami della JR East.

## Linee
JR East
■ Linea Sagami

## Struttura
La stazione è dotata di una banchina a isola con un due binari passanti, e il fabbricato viaggiatori si trova al livello superiore.
| 1 | ■ Linea Sagami |  | per Chigasaki                                            |  |
| 2 | ■ Linea Sagami |  | per Atsugi, Ebina, Hashimoto e Hachiōji (linea Yokohama) |  |

## Stazioni adiacenti
| «            | Servizio     | »            |
| Linea Sagami | Linea Sagami | Linea Sagami |
| ------------ | ------------ | ------------ |
| Kagawa       | Locale       | Miyayama     |